# Agostino Pisa
Agostino Pisa (Roma, circa 1585 – ...) è stato uno scrittore e musicologo italiano.

## Biografia
Agostino Pisa fu ordinato sacerdote e divenne dottore in legge. Nel 1611 scrisse Breve dichiarazione della battuta musicale e Battuta della musica dichiarata.  